# Coupe d'Europe des nations de football 1964
Navigation
France 1960 Italie 1968
La Coupe d'Europe des nations de football 1964 est la deuxième édition de la compétition organisée par l'UEFA entre les sélections nationales masculines européennes de football, qui a lieu tous les quatre ans et qui a été renommée en 1968 Championnat d'Europe des nations de football.
Les équipes inscrites sont au nombre de 29 (contre 17 quatre ans plus tôt). Comme lors de la première édition en 1960, la compétition est organisée en rencontres à élimination directe. Jusqu'en quarts de finale, les équipes s'affrontent en matchs aller et retour, en jouant, si nécessaire, un match d'appui en cas d'égalité parfaite au score cumulé (la règle des buts marqués à l'extérieur ni celle des tirs au but ne sont en vigueur à l'époque).
Le tournoi final rassemble les 4 demi-finalistes, dont le pays organisateur, l'Espagne, désigné après concertation entre les nations concernées, du 17 au 21 juin 1964.
La Coupe d'Europe des nations 1964 est remportée à domicile par l'Espagne, qui bat le tenant du titre, l'Union soviétique, en finale à Madrid (2-1). La Hongrie, victorieuse du Danemark (3-1 après prolongation à Barcelone) complète le podium.

## Tour préliminaire / Huitièmes de finale / Quarts de finale
La formule de la première édition est reconduite : les rencontres se disputent en matchs aller et retour à élimination directe jusqu'en quarts de finale. Vingt-neuf équipes participent, soit douze de plus que précédemment. Trois équipes seulement (dont le tenant du titre, l'URSS) sont exemptées de tour préliminaire. Le Luxembourg crée la sensation en se hissant en quarts de finale où il donne du fil à retordre au Danemark (3-3 au Luxembourg, 2-2 au Danemark, défaite 1-0 en match d'appui à Amsterdam).
La France, troisième de la Coupe du Monde 1958 mais en fin de cycle, minée par les relations tendues entre Raymond Kopa et le sélectionneur Georges Verriest, élimine l'Angleterre et prend sa revanche sur la Bulgarie (qui l'avait privé du Mondial 1962 sur un match d'appui) mais échoue en quarts de finale face à la Hongrie.

## Phase finale
Les quatre demi-finalistes en lice pour le titre sont :
- Espagne (choisie pour accueillir le tournoi)
- Union soviétique (tenant du titre)
- Danemark
- Hongrie

### Stades
- Camp Nou, Barcelone - Capacité* : 90 000 spectateurs
- Stade Santiago Bernabéu, Madrid - Capacité* : 124 000 spectateurs

* Capacité effective au moment de la compétition

### Tableau final
|  | Demi-finales       | Demi-finales     |          |   | Finale          | Finale          |
|  | Demi-finales       | Demi-finales     |          |   | Finale          | Finale          |
|  |                    |                  |          |   |                 |                 |
|  | 17 juin, Madrid    | 17 juin, Madrid  |          |   | 21 juin, Madrid | 21 juin, Madrid |
|  | 17 juin, Madrid    | 17 juin, Madrid  |          |   | 21 juin, Madrid | 21 juin, Madrid |
|  | Espagne            | 2 ap             |          |   | 21 juin, Madrid | 21 juin, Madrid |
|  | Espagne            | 2 ap             |          |   | 21 juin, Madrid | 21 juin, Madrid |
|  | Hongrie            | 1                |          |   | 21 juin, Madrid | 21 juin, Madrid |
|  | Hongrie            | 1                | Espagne  | 2 |                 |                 |
|  | 17 juin, Barcelone |                  | Espagne  | 2 |                 |                 |
|  |                    | Union soviétique | 1        |   |                 |                 |
|  | Union soviétique   | Union soviétique | 1        | 3 |                 |                 |
|  | Union soviétique   |                  |          | 3 |                 |                 |
|  | Danemark           | 0                |          |   |                 |                 |
|  | Danemark           | 0                | 3e place |   |                 |                 |
|  |                    |                  |          |   |                 |                 |
|  | 20 juin, Barcelone |                  |          |   |                 |                 |
|  |                    |                  |          |   |                 |                 |
|  | Hongrie            | 3 ap             |          |   |                 |                 |
|  | Hongrie            | 3 ap             |          |   |                 |                 |
|  | Danemark           | 1                |          |   |                 |                 |
|  | Danemark           | 1                |          |   |                 |                 |

### Demi-finales
Alors qu'elle avait déclaré forfait 4 ans plus tôt pour des raisons politiques, la Roja est bien présente en 1964 et bat l'équipe hongroise après prolongation.
| Entraîneur : |
| J.Villalonga |

| Entraîneur : |
| L.Baroti     |

| Entraîneur : |
| J.Villalonga |

| Entraîneur : |
| L.Baroti     |

L'URSS confirme son statut de champion en titre et défait le Danemark, qui ne participe qu'à sa première compétition internationale.
| Entraîneur : |
| K.Beskov     |

| Entraîneur : |
| P.E.Petersen |

| Entraîneur : |
| K.Beskov     |

| Entraîneur : |
| P.E.Petersen |

### Finale pour la3eplace
La génération hongroise qui succède au Onze d'Or arrache la troisième place face au Danemark, quelques mois avant son titre olympique.
| Entraîneur : |
| L.Baroti     |

| Entraîneur : |
| P.E.Petersen |

| Entraîneur : |
| L.Baroti     |

| Entraîneur : |
| P.E.Petersen |

### Finale
Les Soviétiques ne parviennent pas à réaliser le doublé, ils sont battus par les Espagnols qui ont l'avantage d'évoluer chez eux.
| Titulaires : |  |
| |  |
| José Ángel Iribar Feliciano Rivilla Fernando Olivella Isacio Calleja Ignacio Zoco Josep Maria Fusté Amancio Amaro Jesús María Pereda Marcelino Martínez Luis Suárez Carlos Lapetra |  |
| Entraîneur : |  |
| J.Villalonga |  |

| Titulaires : |  |
| |  |
| Lev Yachine Victor Chustikov Albert Chesternev Edouard Mudrik Valeri Voronin Viktor Anichkin Igor Tchislenko Valentin Ivanov Viktor Ponedelnik Alexeï Korneïev Galimzian Khusainov |  |
| Entraîneur : |  |
| K.Beskov |  |

| Titulaires : |  |
| |  |
| José Ángel Iribar Feliciano Rivilla Fernando Olivella Isacio Calleja Ignacio Zoco Josep Maria Fusté Amancio Amaro Jesús María Pereda Marcelino Martínez Luis Suárez Carlos Lapetra |  |
| Entraîneur : |  |
| J.Villalonga |  |

| Titulaires : |  |
| |  |
| Lev Yachine Victor Chustikov Albert Chesternev Edouard Mudrik Valeri Voronin Viktor Anichkin Igor Tchislenko Valentin Ivanov Viktor Ponedelnik Alexeï Korneïev Galimzian Khusainov |  |
| Entraîneur : |  |
| K.Beskov |  |

## Récompenses

### Joueur clé
L'UEFA a désigné l'Espagnol Luís Suárez comme joueur clé de la compétition.

### Équipe-type
| Gardiens    | Défenseurs                                                 | Milieux                                   | Attaquants                                    |
| ----------- | ---------------------------------------------------------- | ----------------------------------------- | --------------------------------------------- |
| Lev Yachine | Feliciano Rivilla Dezső Novák Ignacio Zoco Ferran Olivella | Amancio Amaro Valentin Ivanov Luís Suárez | Ferenc Bene Jesús María Pereda Flórián Albert |

### Meilleurs buteurs
2 buts   
- Ferenc Bene
- Dezső Novák
- Jesús María Pereda